# Relaciones Chile-Laos
Las relaciones Chile-Laos son las relaciones internacionales entre la República de Chile y la República Democrática Popular Lao.

## Historia

### sigloXX
Las relaciones diplomáticas entre Chile y Laos fueron establecidas el 6 de diciembre de 1991.

## Relaciones comerciales
En 2023, el intercambio comercial entre ambos países ascendió a los 1,32 millones de dólares estadounidenses, lo que supuso un 17,7% de crecimiento promedio anual en los últimos cinco años. Los principales productos exportados por Chile fueron vinos y válvulas, mientras que Laos exportó mayoritariamente prendas de vestir y vehículos para transporte de pasajeros.

## Misiones diplomáticas
- La embajada de Chile en Vietnam concurre con representación diplomática a Laos.[3]
- La embajada de Laos en los Estados Unidos concurre con representación diplomática a Chile.[3]